# Bracharoa ragazzii
Bracharoa ragazzii är en fjärilsart som beskrevs av Emilio Berio 1936. Bracharoa ragazzii ingår i släktet Bracharoa och familjen tofsspinnare. Inga underarter finns listade i Catalogue of Life.